# Кислородный редуктор

Редуктор кислородный БКО-50-4 на баллоне

Редуктор кислородный предназначен для понижения и регулирования давления газа — кислорода, поступающего из баллона, рампы или сети, и автоматического поддержания постоянным заданного рабочего давления газа.
Кислородные редукторы, применяемые при газовой сварке и резке металлов, окрашивают в голубой цвет и крепят к вентилям баллонов накидными гайками.
На плакате представлена схема баллонного кислородного одноступенчатого редуктора БКО-50-4ДМ. Данный редуктор сертифицирован в России, Украине и в Белоруссии. Редуктор выпускается согласно ГОСТ 13861-89. Наибольшее допустимое давление газа на входе в редуктор — 200 кгс/см², наименьшее давление — 26 кгс/см², наибольшее рабочее давление 12,5 кгс/см², наименьшее 1 кгс/см². При наибольшем рабочем давлении расход газа составляет 50 м³/ч. Масса редуктора 1,2 кг.
Редуктор присоединяется к баллону накидной гайкой. Газ, пройдя фильтр, попадает в камеру высокого давления. При вращении регулировочного винта по часовой стрелке усилие нажимной пружины передается через нажимной диск, мембрану и толкатель на редуцирующий клапан, который, перемещаясь, открывает проход газу через образовавшийся зазор между клапаном и седлом в рабочую камеру.
Редуцирующий узел, состоящий из седла, клапана, пружины и фильтра ЭФ-5, выполнен в виде самостоятельного узла. На корпусе редуктора рабочей камеры установлен предохранительный клапан, отрегулированный на выпуск газа при давлении в рабочей камере в интервале 16,5—25,0 кгс/см².
Давление в баллоне контролируется манометром высокого (входного) давления, а в рабочей камере — манометром низкого (выходного) давления. Отбор газа осуществляется через ниппель, который присоединяется к редуктору гайкой с резьбой М16×1,5. К ниппелю присоединяется рукав диаметром 9 или 6 мм, идущий к горелке или резаку.

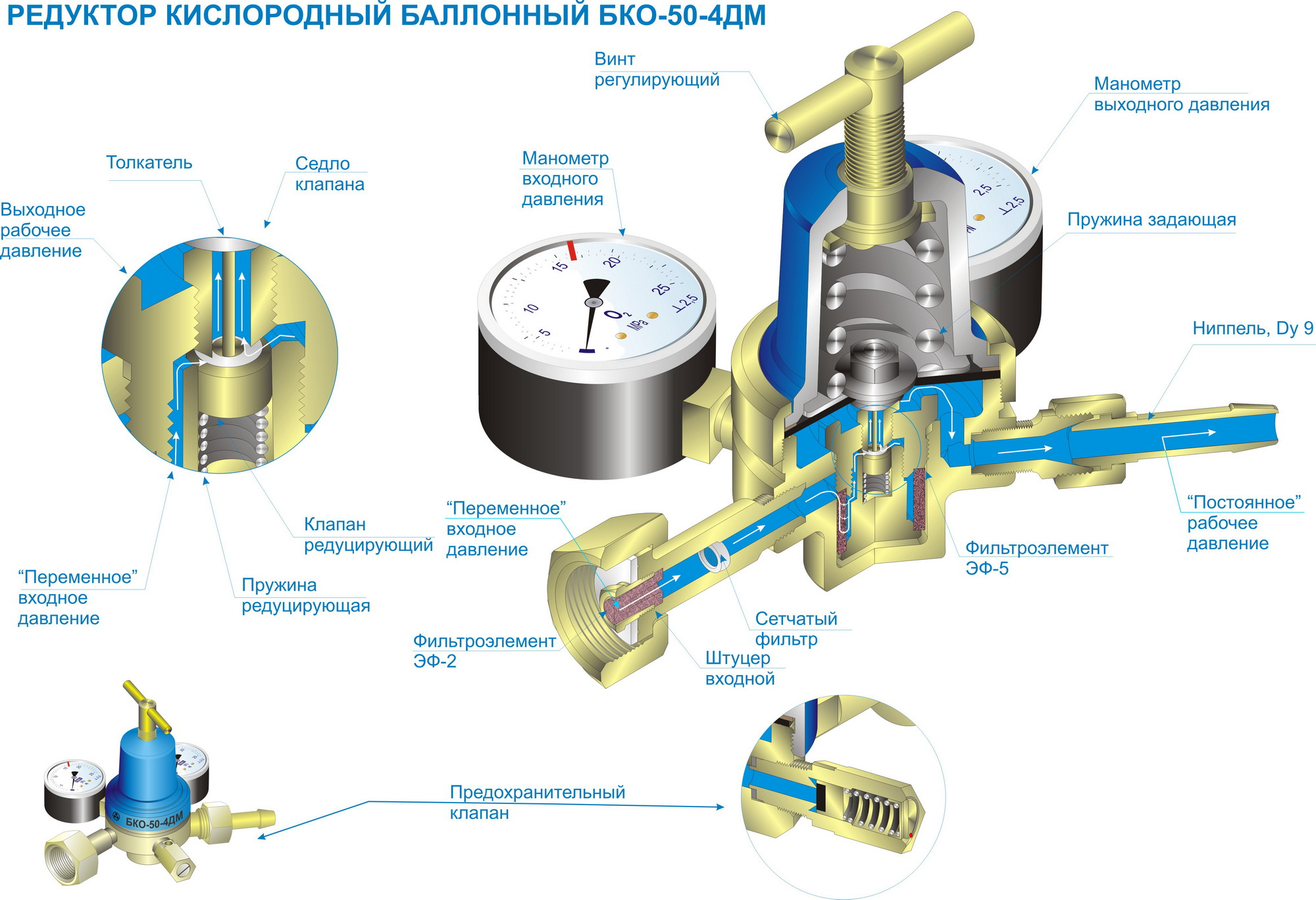
Плакат. Схема кислородного редуктора БКО-50-4ДМ

Технические характеристики некоторых кислородных редукторов
| Показатели                                           | БКО — 50 мини | БКО — 50-4  | БКО — 50 МГ | СКО — 10-2 | РК — 70  | РКЗ — 500-2 |
| ---------------------------------------------------- | ------------- | ----------- | ----------- | ---------- | -------- | ----------- |
| Наибольшая пропускная способность V, м3/ч            | 50            | 50          | 50          | 10         | 100      | 500         |
| Наибольшее давление газа на входе, P1, MPa (кгс/см2) | 20 (200)      | 20 (200)    | 20 (200)    | 1,6 (16)   | 20 (200) | 20 (200)    |
| Наибольшее рабочее давление, P2, MPa (кгс/см2)       | 1,25 (12,5)   | 1,25 (12,5) | 1,25 (12,5) | 0,5 (5)    | 7 (70)   | 1,6 (16)    |
| Масса, кг, не более                                  | 0,85          | 1,5         | 1,2         | 1,5        | 12,2     | 10,0        |

На редуктор наносится следующая маркировка:
1. Товарный знак предприятия изготовителя.
2. Марка редуктора.
3. Год и месяц выпуска.

## Требования к материалам кислородного редуктора
Все детали, контактирующие с кислородом, должны быть обезжирены.
Пружины и другие движущиеся детали, находящиеся в контакте с кислородом, должны быть выполнены из стойких к окислению материалов. На пружины кислородных редукторов допускается наносить защитные покрытия, стойкие среде кислорода.